# Гора Гусака
Гора Гусака, або Anseris Mons — це ізольований гірський масив (гора) у південних височинах планети Марс, розташований на північно-східному краю рівнини Hellas Planitia за координатами 86,65° східної довготи та 29,81° південної широти. Діаметр гори становить близько 58 км, а висота — приблизно 4 200 м над датумом (марсіанським «рівнем моря»), або ж 6 200 м над навколишніми рівнинами. Гора розташована у південно-східній чверті квадрангла Iapygia (MC-21), переходячи на півдні у суміжний квадрангл Hellas (MC-28).
Anseris Mons отримала свою назву від телескопної альбедо-деталі Anseris Fons, що була нанесена на карту Марса астрономом Еженом Антоніаді 1930 року. Остаточна назва була затверджена Міжнародним астрономічним союзом (МАС) 1991 року.
Anseris Mons — це не вулкан. З геологічної точки зору, цей масив розглядається як еродований залишок древніх брилових гір, що піднялися на поверхню з глибини у декілька кілометрів під час формування ударного басейну Hellas в період важкого бомбардування. Масив Anseris Mons є базовим представником значної кількості подібних нерівномірних блоків гір (розміром >25 км у довжину), що зустрічаються у формі порівняно безперервної низки високогір'їв шириною від 200 до 500 км навколо західної, північно-східної, східної та південно-східної окраїн басейну Hellas. Чимало таких блоків, особливо вздовж західного валу басейну Hellas, розташовані концентрично відносно самого басейну та обмежені розломами.
Породи, з яких утворена гора Anseris Mons, на геологічних картах позначають як такі, що походять із Нойського періоду. Проте, дослідження, проведені Гербертом Фреєм у Центрі космічних польотів імені Ґоддарда, NASA, з використанням даних, зібраних інструментом MOLA, свідчить про те, що південні височини Марса мають численні метеоритні басейни, поховані під молодшими утвореннями на поверхні та шарами порід; ці басейни є старшими за видимі поверхневі формації Нойського періоду, і передують самій імпактній події, що спричинила утворення Hellas Planitia. Вчений вважає, що утворення басейну Hellas має позначати початок Нойського періоду (і основи Нойської геологічної системи). Якщо Фрей правий, то скельна основа Anseris Mons насправді має доноахійське походження; її вік сягає, ймовірно, навіть до 4.1 мільярда років.
З моменту підняття, масив Anseris Mons зазнав досить сильної ерозії. Схили гори мають великі трикутні кишені-заглиблення та пов'язані з ними відроги-стрімчаки, що надають масивові широкої пірамідальної форми. Кишені утворилися, найімовірніше, внаслідок різноманітних процесів руху мас, а також перигляціальних/гляціальних процесів. Великі циркоподібні кишені із каналізованими осиповими шлейфами, або конусами виносу, можна виявити на південному боці гори.

## Галерея
|              |
| Anseris Mons |

|                                                            |
| Північний схил Anseris Mons із оголеннями скельної основи. |